# Bizzarone
Bizzarone – miejscowość i gmina we Włoszech, w regionie Lombardia, w prowincji Como.
Według danych na rok 2004 gminę zamieszkiwały 1494 osoby, 747 os./km².